# آناتولی ژابوتینسکی
آناتولی ژابوتینسکی (انگلیسی: Anatoly Zhabotinsky؛ زاده ۱۷ ژانویهٔ ۱۹۳۸ – درگذشته ۱۶ سپتامبر ۲۰۰۸) یک فیزیک‌دان اهل روسیه بود.